# Kalitengah (Tengah Tani)
Kalitengah is een bestuurslaag in het regentschap Cirebon van de provincie West-Java, Indonesië. Kalitengah telt 4335 inwoners (volkstelling 2010).